# Joanna Pisulińska
Joanna Pisulińska (ur. 5 lipca 1971 w Krośnie) – polska historyk, specjalizująca się w historii historiografii; nauczycielka akademicka związana z Uniwersytetem Rzeszowskim.

## Życiorys
Urodziła się w 1971 roku w Krośnie, gdzie spędziła swoje dzieciństwo oraz wczesną młodość. Ukończyła tam kolejno szkołę podstawową i średnią. Po zdaniu egzaminu maturalnego w 1991 roku podjęła studia na kierunku historia w Wyższej Szkole Pedagogicznej w Rzeszowie. Ukończyła je w 1996 roku zdobyciem tytułu zawodowego magistra na podstawie pracy pt. Obraz Kościoła w syntezach dziejów Polski. Następnie została zatrudniona na swojej macierzystej uczelni w Instytucie Historii w Zakładzie Historii Historiografii i Metodologii Historii. W 2002 roku uzyskała stopień naukowy doktora nauk humanistycznych w zakresie historii na podstawie rozprawy nt. Żydzi w polskiej myśli historycznej. Syntezy, para syntezy i podręczników dziejów ojczystych (1795-1914), której promotorem był prof. Jerzy Maternicki. W tym też roku awansowała na stanowisko adiunkta. Przez kilka lat była współsekretarzem polsko-ukraińskich zespołów badawczych: "Wielokulturowe środowisko historyczne Lwowa w XIX i XX wieku" oraz "Historia-Mentalność-Tożsamość. Miejsce i rola historii oraz historyków w życiu narodu polskiego i ukraińskiego w XIX i XX wieku". W 2013 roku Rada Wydziału Socjologiczno-Historycznego Uniwersytetu Rzeszowskiego uzyskała stopień naukowy doktora habilitowanego nauk humanistycznych w zakresie historii o specjalności historia historiografii. Wraz z nowym tytułem awansowała na stanowisko profesora nadzwyczajnego.

## Dorobek naukowy
Zainteresowania naukowe Joanny Pisulińskiej koncentrują się wokół zagadnień związanych z historiografią polską XIX i XX wieku. Do jej najważniejszych publikacji należą:
- Żydzi w polskiej myśli historycznej doby porozbiorowej (1795-1914): syntezy, parasyntezy i podręczniki dziejów ojczystych, Rzeszów: Wydawnictwo Uniwersytetu Rzeszowskiego 2004.
- Historia, mentalność, tożsamość : miejsce i rola historii oraz historyków w życiu narodu polskiego i ukraińskiego w XIX i XX wieku, praca zbiorowa pod red. Joanny Pisulińskiej, Pawła Sierżęgi, Leonida Zaszkilniaka, wstępem opatrzył Jerzy Maternicki, Rzeszów: Wydawnictwo Uniwersytetu Rzeszowskiego 2008.
- Ìstorìâ, mental'nìst', identičnìst'. [Vip.] 4, Ìstorična pam'ât' ukraïncìv ì polâkìv u perìod formuvannâ nacìonal'noï svìdomostì v XIX-peršìj polovinì XX stolìttâ = Historia, mentalność, tożsamość. 4, Pamięć społeczna Ukraińców i Polaków w okresie kształtowania się ich świadomości narodowej (wiek XIX i pierwsza połowa XX), kol. monografìâ za red. Leonìda Zaškìl'nâka, Joanni Pìsulìn's'koï, Pavla Sêržengi, L'vìv: Vidavnictvo PAÌS 2011.
- Lwowskie środowisko historyczne w okresie międzywojennym (1918-1939), Rzeszów: Wydawnictwo Uniwersytetu Rzeszowskiego 2012.